# Saprosites bolivianus
Saprosites bolivianus är en skalbaggsart som beskrevs av Rudolph Petrovitz 1961. Saprosites bolivianus ingår i släktet Saprosites och familjen Aphodiidae. Inga underarter finns listade i Catalogue of Life.